# Bitch
Bitch  ist ein Begriff aus dem Englischen, der seit dem 14. Jahrhundert als beleidigender Begriff für Frauen nachweisbar ist. 

## Anwendung auf Frauen
Der Begriff ist als Schimpfwort bzw. Dysphemismus bereits seit 1400 nachgewiesen. Als Tiermetapher verweist er auf die Unkontrollierbarkeit und Aggressivität einer läufigen Hündin (ursprüngliche Bedeutung des englischen Worts). In diesem Sinn wird der Begriff meist pejorativ auf Frauen angewandt, die sich eigensinnig gegen (männliche) Dominanz stellen. Verschränkt ist der Begriff aufgrund des Aspektes der Läufigkeit außerdem mit Assoziationen übersteigerter weiblicher Sexualität, die als bedrohlich und als „triebgesteuert“ erlebt ebenfalls Anlass zur Abwertung bietet. Im Wesentlichen lässt sich die Verwendung zur Abwertung durch Männer „als Ausdruck von Angst vor Machtverlust begreifen, die gleichzeitig mit sexuellen Wunschvorstellungen gekoppelt ist“.
Ins Gespräch kam der Begriff zunehmend durch die Verwendung im Hip-Hop. Teilweise wird „Bitch“ hier von Frauen offensiv als Selbstbezeichnung verwendet, um ihn positiv umzudeuten – wie schon bei Nigger, schwul oder queer geschehen –, etwa in der Riot-grrrl-Bewegung der 1990er Jahre oder von Rapperinnen. Ein bekanntes Beispiel dafür ist Missy Elliott, deren Ausspruch „Eine bitch ist ein selbstbewusstes Mädchen für mich“ als „legendär“ gilt. Auch hier ist der Begriff im Sinne der aufmüpfigen Frau und nicht der Prostituierten gemeint. Auch Lady Bitch Ray legt das Wort in ihrem Lied „Ich bin ’ne Bitch!“ als Kompliment aus.
Durch Hip-Hop-Texte ist der Begriff inzwischen auch in anderen Sprachen zu finden. Laut einer Auswertung von 320 Texten aus den Jahren 2001 bis 2004 wird es in deutschsprachigen Rap-Texten „inflationär gebraucht“. Dabei wird es teils als eine Bezeichnung für Frauen im Allgemeinen oder auch als Schimpfwort für einen Mann benutzt. Insbesondere verwenden es Rapper für andere Rapper, denen man vorwirft, aus kommerziellen Interessen Szene-Werte zu verraten (auch Sell-out genannt). In diesem Fall wird „Bitch“ mit „Prostituierte“ gleichgesetzt.
Die britische Medienaufsichtsbehörde OfCom ordnet das Wort „Bitch“ in ihrem 2021 erschienenen Handbuch zu „beleidigender Sprache“ (offensive language) als milde Form von beleidigender Sprache ein, das oft  benutzt wird, um Emotionen zu übermitteln und das reale Leben zu reflektieren. Der Bekanntheitsgrad des Worts ist hoch.

## Abgeleitete Bedeutungen
Er kann auch – abseits der Anwendung auf Frauen – allgemein für etwas Störendes, Unkontrollierbares verwendet werden, so z. B. in der Redewendung life is a bitch (dt. etwa: „das Leben ist scheiße/fürn Arsch“), ähnlich auch das Verb (to) bitch ‚rummeckern‘. Die in den 1950ern aufgekommene adjektivische Verwendung von bitchin’ hat demgegenüber eine positive Bedeutung wie in a bitchin’ car („ein cooles/tolles Auto“).